# Liechtensteiner Notgeld

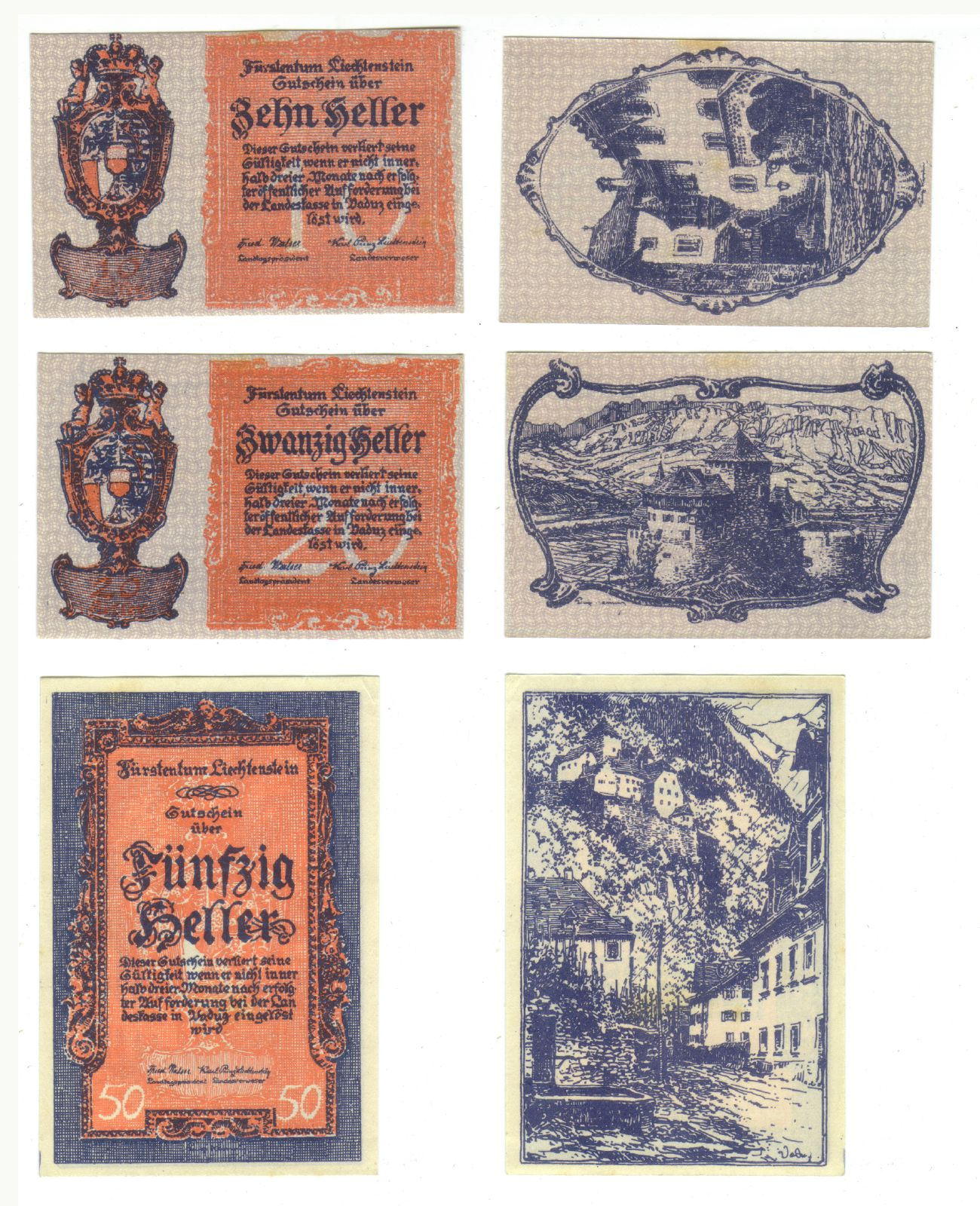
Liechtensteiner Notgeld

Als Liechtensteiner Notgeld bezeichnet man Gutscheine über 10, 20 und 50 Heller, die 1919 vom Fürstentum Liechtenstein als nationales Zahlungsmittel eingeführt wurden. Das Notgeld wurde am 26. Mai 1924 durch den Schweizer Franken als öffentliches Zahlungsmittel ersetzt. Vor der Einführung des Notgeldes war seit 1892 die Österreichische Krone offizielles Zahlungsmittel in Liechtenstein gewesen. Der Liechtensteiner Heller war bei der Bevölkerung alles andere als beliebt und verlor rasch an Wert. Die Liechtensteiner Bevölkerung bevorzugte den Schweizer Franken, nachdem sie schlechte Erfahrungen mit dem Wertverlust der österreichischen Kronen nach dem Ende des Ersten Weltkriegs gemacht hatte.

## Beschreibung
Die herausgegebenen Gutscheine zu 50 Heller waren auf weissem Papier gedruckt und hatten die Maße 55 mal 79 Millimeter. Auf der Vorderseite befand sich ein verzierter, orangefarbener Rahmen mit blauem Hintergrund. Die Rückseite war mit einem Bild des Schlosses Vaduz bedruckt. Der Gutschein hatte eine Wassermarke mit dem Wappen von Liechtenstein. Entworfen wurde das Notgeld von Luigi Kasimir. Unterschrieben waren die Gutscheine von Friedrich Walser, dem Präsidenten des Landtags.

## Geschichte
Seit dem Abschluss des Steuer- und Zollvertrages 1852 zwischen dem österreichischen Kaiserreich und Liechtenstein galt die jeweilige Währung des grossen Nachbarns als offizielles Zahlungsmittel im Fürstentum. Das Fürstentum verpflichtete sich im Artikel 12 des Zollvertrags, das österreichische Münzsystem zu übernehmen. Am 1. Januar 1859 wurde die österreichische Währung zur Landeswährung erklärt. Obwohl Liechtenstein nach der Auflösung des Deutschen Bundes 1876 seine vollständige Souveränität auch über das Geldwesen erhalten hatte, blieb der Vertrag gültig und Liechtenstein gab kein eigenes Geld heraus. Ursprünglich kam der Gulden zum Einsatz, doch wurde er 1896 durch die Krone zu 100 Heller ersetzt. Nach Ausbruch des Krieges wurde bereits ab 1917 im Alltag primär mit Schweizer Franken bezahlt, besonders im Oberland, welches traditionell stark zur Schweiz tendierte. Auch die Behörden verwendeten immer häufiger den Franken. Nach dem verlorenen Krieg setzte eine Inflation in Deutschösterreich ein, die auch die Vermögen der Liechtensteiner aufzehrte. Ab April 1919 waren nur noch Banknoten mit dem Aufdruck „Deutschösterreich“ gültig. Auch hatte der Krieg die wirtschaftliche Ausgangslage Liechtensteins stark verändert. Neben der Inflation machte die 350%ige Erhöhung der Zölle, die Erhöhung der Verzehrungssteuer und das Ausbleiben der Zahlungen durch Deutschösterreich die wirtschaftliche Situation immer schwieriger. Aufgrund der hohen Zölle blühte landesweit der Schmuggel. Deshalb kündigte der Liechtensteiner Landtag am 2. August 1919 einstimmig einseitig den Steuer- und Zollvertrag mit Deutschösterreich und startete Verhandlungen mit der linksrheinisch gelegenen Schweiz.
Seit Beginn 1919 untersuchte die Landesregierung die Möglichkeit einer eigenen Währung. Die schwierigste Frage war der Wechselkurs zwischen Kronen und Franken. Da nicht abzusehen war, ob und wann ein Zollabkommen mit der Schweiz zustande kommen würde, beschloss der Landtag im Dezember 1919 die Herausgabe von Gutscheinen als Währungsersatz. Mit der Verordnung vom 24. Dezember 1919 betreffend Ausgabe von Notgeld im Fürstentum Liechtenstein wurden je 200'000 Gutscheine zu 10, 20 und 50 Heller im Januar 1920 herausgegeben. Die Ausgabe war klar als Übergangslösung gedacht. Die Gutscheine konnten nicht in Franken oder Kronen getauscht werden. Auf den Gutscheinen war zu lesen «Dieser Gutschein verliert seine Gültigkeit, wenn er nicht innerhalb von 3 Monate nach veröffentlichter Aufforderung bei der Landeskasse in Vaduz eingelöst wird.» Schrittweise begann Liechtenstein sich zum Schweizer Franken hin zu orientieren. Am 27. August 1920 wurde das Gesetz zur Umwandlung der Kronenbeträge in Schweizerfranken einstimmig beschlossen. Damit war die Entscheidung gefallen. Der Wert der Gutscheine wurde an den Schweizer Franken gekoppelt. Ab 1922 wurden die Liechtensteiner Beamten mit Franken bezahlt. Nachdem am 1. Januar 1924 der Zollvertrag mit der Schweiz in Kraft trat, wurde das Notgeld am 26. Mai 1924 durch den Schweizer Franken als öffentliches Zahlungsmittel ersetzt. In den ersten Jahren gab Liechtenstein noch eigene Münzen, die Liechtensteiner Franken heraus, doch auch diese wurden danach durch Schweizer Münzen ersetzt, nachdem es zu Spannungen mit dem Schweizer Kanton St. Gallen gekommen war.